# 박희철
박희철(朴喜撤, 1986년 1월 7일 ~ )은 대한민국의 축구 선수이다. 포지션은 풀백이다.

## 경력
박희철은 홍익대 재학 중이던 시절, 2005 U-20 월드컵 대표팀 멤버로 활약하며 이름을 알렸고, 같은 해 말 포항 스틸러스에 입단하였다.
2008년 상반기에 경남 FC로 이적하여 리그컵 1경기에 출장하였으나, 반 시즌 만에 박윤화와의 맞트레이드 형식으로 포항 스틸러스로 다시 복귀하였다. 2012년에는 정규리그에서만 32경기에 출장하며 주전으로 활약하였고, 2013년 7월 31일 강원 FC와의 경기에서 포항에서 100경기를 출장하는 기록을 달성하였다.
2015 시즌을 앞두고 군 복무를 위해 안산 경찰청에 입단하였으며, 2016년 10월 4일 전역 후 포항 스틸러스로 복귀하였다. 그러나 부상 악화 등을 이유로 2017년 6월 20일 계약해지를 하였다.

#### 클럽 경기 출장 경력
2016년 11월 5일 기준
| 클럽          | 시즌 | 리그 | 리그 | FA컵 | FA컵 | 리그 컵 | 리그 컵 | 대륙 대회 | 대륙 대회 | 통산 | 통산 |
| 클럽          | 시즌 | 출장 | 득점 | 출장 | 득점 | 출장    | 득점    | 출장      | 득점      | 출장 | 득점 |
| ------------- | ---- | ---- | ---- | ---- | ---- | ------- | ------- | --------- | --------- | ---- | ---- |
| 포항 스틸러스 | 2006 | 4    | 0    | 1    | 0    | 2       | 0       | -         | -         | 7    | 0    |
| 포항 스틸러스 | 2007 | 4    | 0    | 0    | 0    | 2       | 0       | -         | -         | 6    | 0    |
| 경남 FC       | 2008 | 0    | 0    | 0    | 0    | 1       | 0       | -         | -         | 1    | 0    |
| 포항 스틸러스 | 2008 | 4    | 0    | 1    | 0    | 2       | 0       | 0         | 0         | 7    | 0    |
| 포항 스틸러스 | 2009 | 10   | 0    | 3    | 1    | 1       | 0       | 4         | 0         | 18   | 1    |
| 포항 스틸러스 | 2010 | 10   | 0    | 2    | 0    | 1       | 0       | 2         | 0         | 15   | 0    |
| 포항 스틸러스 | 2011 | 14   | 0    | 2    | 0    | 2       | 0       | -         | -         | 18   | 0    |
| 포항 스틸러스 | 2012 | 32   | 0    | 4    | 0    | -       | -       | 2         | 0         | 38   | 0    |
| 포항 스틸러스 | 2013 | 22   | 0    | 2    | 0    | -       | -       | 2         | 0         | 26   | 0    |
| 포항 스틸러스 | 2014 | 19   | 0    | 2    | 0    | -       | -       | 7         | 0         | 28   | 0    |
| 안산 무궁화   | 2015 | 22   | 0    | 0    | 0    | -       | -       | -         | -         | 22   | 0    |
| 안산 무궁화   | 2016 | 1    | 0    | 2    | 0    | -       | -       | -         | -         | 3    | 0    |
| 통산          | 통산 | 142  | 0    | 19   | 1    | 11      | 0       | 17        | 0         | 189  | 1    |

## 수상

### 클럽
- K리그
  - K리그 2007 우승
  - K리그 클래식 2013 우승
- FA컵
  - FA컵 2008 우승
  - FA컵 2012 우승
  - FA컵 2013 우승
- K리그컵
  - 피스컵 코리아 2009 우승
- 대륙대회
  - AFC 챔피언스리그 2009 우승

### 플레이 스타일
풀백임에도 우수한 피지컬을 가졌으며 투박해 보였지만 생각보다 리드미컬한 동작을 많이 보여줌. 공격적인 전술이 주어졌을 경우 오버레핑 이후 크로스 및 중거리슛을 자유자재로 선택하여 활용(중거리 골도 꽤 있음)
입대전까지 포항에서 최고의 전성기를 누리며 수비,공격 할 것 없이 엄청난 활동량을 보여주었던 선수.
1